# Oriano Giovanelli
Oriano Giovanelli (Urbino, 24 dicembre 1957) è un politico italiano, deputato eletto tra le file del Partito Democratico dal 2006 al 2013 e sindaco di Pesaro dal 1992 al 2004.

## Biografia
Inizia l'attività politica nelle file della Federazione Giovani Comunisti Italiani, iscrivendosi nella sezione di Gadana nel Comune di Urbino. Viene eletto consigliere comunale nelle liste del Partito Comunista Italiano nel 1980 e svolge il mandato nei banchi del consiglio di Urbino. Dal 1º gennaio 1979 diventa funzionario di partito facendo quella che si chiamava allora "una scelta di vita". È responsabile provinciale dell'organizzazione del PCI dal 1980 al 1982 e regionale dal 1982 al 1985, anno in cui viene spedito a Pesaro per assumere la guida del PCI di quella città in seguito ad un brutto risultato elettorale conseguito nelle elezioni amministrative del 1985 dal PCI comunale.
Dal 1985 al 1990 è consigliere provinciale e con le elezioni amministrative del 1990 diventa consigliere comunale di Pesaro e assessore all'urbanistica. Nel 1991, dopo aver condiviso la svolta della Bolognina, aderisce al Partito Democratico della Sinistra, e successivamente ai Democratici di Sinistra.

### Sindaco di Pesaro
Nel 1992 viene eletto sindaco di Pesaro. Qualche anno dopo, con l'introduzione della nuova legge ad elezione diretta dei sindaci, viene riconfermato per la seconda volta fino al 2004.
Dal 2000 è presidente nazionale della Lega delle Autonomie Locali (oggi Ali), associazione nata nel 1916 che ha tra i suoi fondatori Giacomo Matteotti e rappresenta oltre 2000 enti lungo tutto il territorio nazionale.
Nel 2001, viene eletto nel consiglio nazionale del partito, e dal 2004 nella direzione nazionale con l'incarico di responsabile nazionale delle politiche per gli enti locali e le regioni. In seguito all congresso nazionale del 2007 tenutosi a Firenze, viene eletto nel Comitato nazionale dei Ds e assume l'incarico di responsabile nazionale “riforma e innovazione nelle pubbliche amministrazioni”.

### Deputato nazionale
A seguito delle elezioni politiche del 9 e 10 aprile 2006, è eletto deputato nel banchi del gruppo de l'Ulivo. componente della commissione affari costituzionali, della giunta per le autorizzazioni, della bicamerale per le questioni regionali.si impegna in particolare sui temi che riguardano gli enti locali e la pubblica amministrazione.
Nel 2007 aderisce al Pd e con questo partito è confermato deputato nel 2008 sempre nella circoscrizione delle Marche. sempre impegnato nella commissione affari costituzionali della Camera e nella commissione bicamerale per le questioni regionali, entra a far parte della commissione di vigilanza sulla cassa depositi e prestiti.
Nel 2009 sostiene attivamente Pier Luigi Bersani nella competizione per la segreteria nazionale del PD e dopo il congresso che lo eleggerà segretario entra nella Direzione Nazionale del Partito Democratico e assume l'incarico di presidente nazionale del forum per la riforma della pubblica amministrazione e innovazione. Da segnalare in particolare dopo la nascita del governo Monti un intenso lavoro sulla legge contro la corruzione nella pubblica amministrazione per cui sarà primo firmatario di una proposta di legge per il PD, la semplificazione amministrativa per cui sarà relatore in aula di un disegno di legge del ministro Filippo Patroni Griffi e della riforma delle province. Nel gennaio del 2010 lascia la presidenza nazionale di Legautonomie.

### Dopo il Parlamento
Alla fine del 2012 per le primarie che porteranno Pier Luigi Bersani ad essere candidato premier per la coalizione di centro sinistra assume l'incarico di tesoriere del comitato Bersani. Partecipa alle primarie nella provincia di Pesaro e Urbino del dicembre 2012 per la candidatura al Parlamento, giunge 4 e viene collocato al 12 posto nella lista regionale per la camera dei deputati e non viene confermato parlamentare.
È stato presidente della Fondazione Rossinidal 2006 al 2018
Dal 3 giugno 2013 è Direttore Generale del Gruppo Parlamentare del PD alla Camera dei Deputati. Dal 2015 con la segreteria Renzi viene sostituito da direttore generale del Gruppo parlamentare PD. Nel 2017 lascia il PD e aderisce ad Art. 1-MDP.
Ha collabora con la Fondazione Leonardo-Civiltà delle Macchine nel progetto di rilancio della rivista Civiltà della Macchine. 
Attualmente è direttore esecutivo della Associazione italiadecide - associazione per la qualità delle politiche pubbliche; componente della presidenza nazionale di Ali- autonomie locali italiane, dell'esecutivo nazionale della Alleanza Contro la Povertà.  Nel 2019 fonda con alcuni amici a Pesaro l'associazione Apriti Pesaro e nel gennaio 2020 ne diventa il Presidente.

## Pubblicazioni
- Il futuro è di chi cambia. Le sfide dell'innovazione nell'ente locale, Falconara, Giancarlo Ripesi Editore, 2004.
- In capo al filo, l'Italia statalista e l'Italia dei cittadini. Lega (e legacci) delle autonomie locali, Ancona, Legautonomie Marche, 2006.
- Parole al Web.
- " La città condivisa- Politica, società, cultura a Pesaro durante la sindacatura di Oriano Giovanelli (Girometti- Gualtieri Metauro edizioni) 2023